# Maglia Arcadia

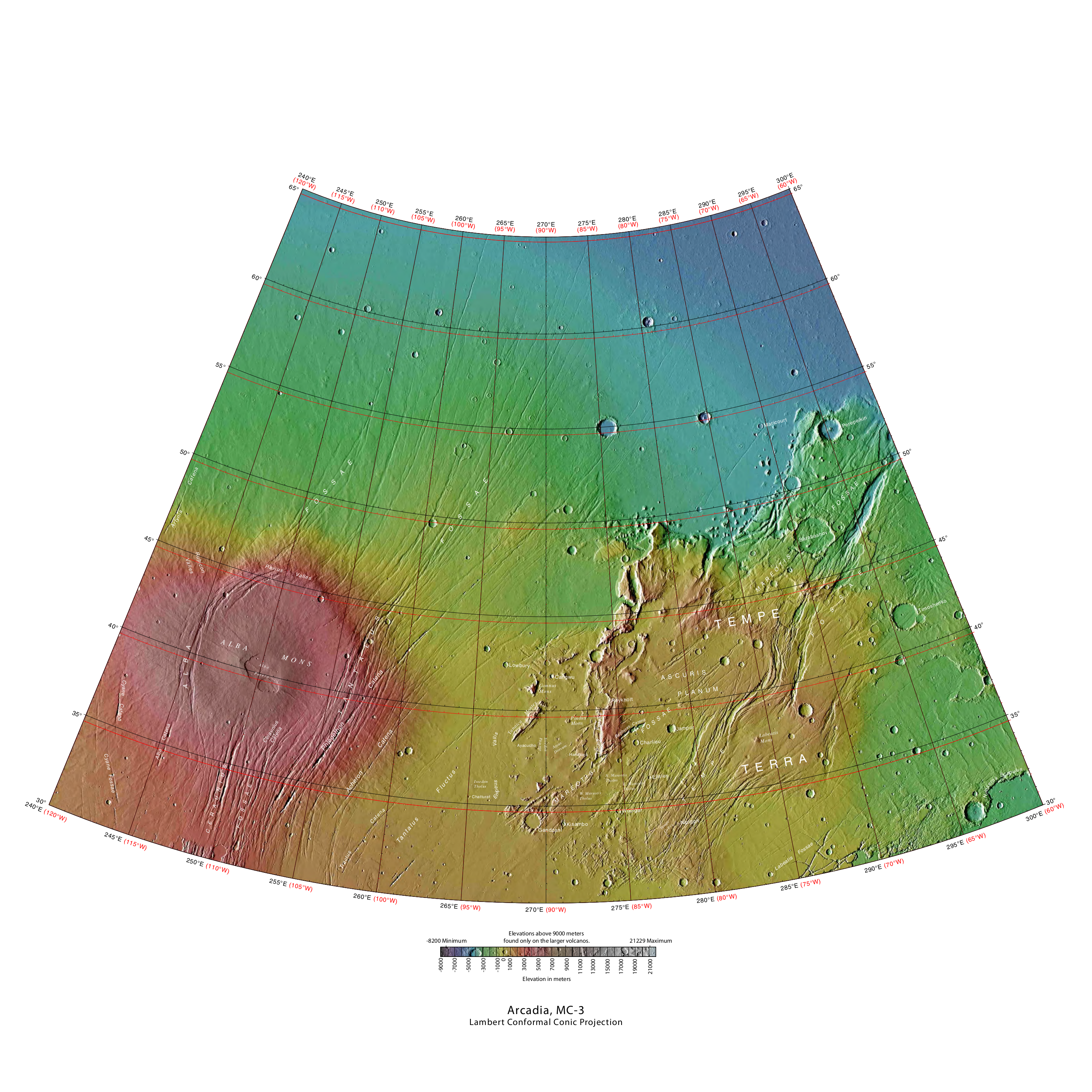
Mappa di MC-03 elaborata dallo strumento Mars Orbiter Laser Altimeter (MOLA) della sonda Mars Global Surveyor (2012). I picchi più elevati sono in rosso e i punti più profondi in blu.

La maglia Arcadia è la regione di Marte che occupa la zona tra i 60° e i 120° di longitudine ovest e tra i 30 e i 65° di latitudine nord ed è classificata col codice MC-03.
Il suo nome deriva dall'omonima caratteristica di albedo situata a 44,7° N e 100° O.

## Elementi geologici
La maglia è caratterizzata dall'Alba Mons, un vulcano dall'altezza di 6,8 km e un diametro di 1200 km che lo rende il vulcano più esteso del pianeta, e dalla Tempe Terra, una regione molto frastagliata.

## Esplorazione
Al 2017 non è stata effettuata nessuna missione robotica di superficie in questa maglia e non ne è nemmeno prevista alcuna per il futuro. I dati e le immagini relativi a questa maglia sono stati ripresi da orbiter e sonde che hanno effettuato il fly-by.